# Nikos Linardos
Nikolaos Linardos, detto Nikos (in greco Νικόλαος "Νίκος" Λινάρδος?; Atene, 26 agosto 1963), è un ex cestista e allenatore di pallacanestro greco.

## Carriera
Con la Grecia ha disputato i Campionati europei del 1987.

## Palmarès

### Giocatore

#### Club
- Coppa di Grecia: 1

Panionios: 1990-91

#### Nazionale
- FIBA EuroBasket: 1

1987

### Allenatore

#### Club
- Coppa di Cipro: 1

APOEL: 2002-03